# Менной
Менной (устар. Каминка и, в верховье, Липинка) — ручей в овраге Ямечка и овраге Липовый в Воронежской области России. Длина водотока составляет 10 км, площадь бассейна — 52,2 км². Пересыхает в сухое время года.
На ручье находится два достаточно протяжённых пруда. Оканчивается в селе Архангельское впадением с левого берега в реку Токай в 28 км от её устья.

## Данные водного реестра
В данных государственного водного реестра России данный водоток записан, как река оврага Яменка (Липкий), относится к Донскому бассейновому округу, водохозяйственный участок реки — Савала, речной подбассейн реки — Хопёр. Речной бассейн реки — Дон (российская часть бассейна).
Код объекта в государственном водном реестре — 05010200312507000007348.